# Провиантские магазины (Динабургская крепость)
Провиантские магазины — здание в Даугавпилсской (Динабургской) крепости города Даугавпилса (Латвия).

## Описание
Двухэтажное кирпичное оштукатуренное здание, жёлтого цвета, имеются окна, забранные коваными решетками, находится в 8-м бастионе Динабургской крепости на улице Николая (Николаевской). Адрес: улица Николая, 9. Рядом находятся здания № 5, 7, 13 той же улицы. Слева и справа расположены казематы 8-го бастиона, напротив через улицу — Николаевская казарма.

## История
Сооружено в 30-х годах XIX века. Имеет 21 отсек с отдельным входом в каждый отсек, каждый в три этажа, деревянные балки как межэтажные конструкции, настеленные полы, где на полатях хранился провиант крепости. Во время межвоенной Латвии использовалось для нужд Земгальской дивизии (1920—1940).

## Настоящее
Памятник истории, внесён в свод памятников Латвии.
Во время военного училища в 1948—1993 годах здание использовалось под склад оружия и вещевой склад, пост № 2, охранялся караулом в нерабочее время.
После ухода военного училища не используется, есть отдельные хранилища для нужд Госагентства недвижимости ЛР в лице Минфина ЛР, которое владеет зданием. Здание разрушается, из-за разрушенной местами крыши, что вызывает намокание карнизов и стен здания, соответственно падение штукатурки и кирпичей с карнизов здания.
Осенью 2015 года возле здания установлена единообразного вида информационная табличка с информацией о данном здании для туристов и посетителей крепости.

## Будущее
Ведётся работа по созданию проекта изучения и реставрации здания, работы планируется начать не ранее 2017 года.